# Шидлово (Пільський повіт)
Шидлово (пол. Szydłowo, нім. Groß Wittenberg) — село в Польщі, у гміні Шидлово Пільського повіту Великопольського воєводства.
Населення — 825 осіб (2011).
У 1975-1998 роках село належало до Пільського воєводства.

## Демографія
Демографічна структура станом на 31 березня 2011 року:
|          | Загалом | Допрацездатний вік | Працездатний вік | Постпрацездатний вік |
| -------- | ------- | ------------------ | ---------------- | -------------------- |
| Чоловіки | 398     | 83                 | 283              | 32                   |
| Жінки    | 427     | 100                | 263              | 64                   |
| Разом    | 825     | 183                | 546              | 96                   |